# Black Sturgeon River (Oberer See)
Der Black Sturgeon River ist ein Zufluss des Oberen Sees im Thunder Bay District in der kanadischen Provinz Ontario.
Der Fluss hat seinen Ursprung im Black Sturgeon Lake südwestlich des Nipigonsees. Er fließt in südlicher Richtung und mündet 20 südsüdwestlich von Nipigon in die Black Bay, einer Bucht im Oberen See. Der
Black Sturgeon River Provincial Park erstreckt sich oberhalb der Brücke des Trans-Canada-Highway (Ontario Highway 11) über den Ober- und Mittellauf des Black Sturgeon River.
Der Black Sturgeon River hat eine Länge von 72 km. Er überwindet auf dieser Strecke eine Höhe von 67 m.